# Ноуджан
Ноуджа́н (перс. نوجان‎) — село на севере Ирана, в остане Альборз. Входит в состав шахрестана Кередж. Является частью дехестана (сельского округа) Адеран бахша Асара.

## География
Село находится в восточной части Альборза, в горной местности южной части Эльбурса, на расстоянии приблизительно 6 километров к северо-северо-востоку (NNE) от Кереджа, административного центра провинции. Абсолютная высота — 2109 метров над уровнем моря.

## Население
По данным переписи 2006 года население села составляло 328 человек (163 мужчины и 165 женщин). В Ноуджане насчитывалось 98 домохозяйств. Уровень грамотности населения составлял 82,32 %. Уровень грамотности среди мужчин составлял 83,44 %, среди женщин — 81,21 %.